# 3717 Thorenia
3717 Thorenia (1964 CG) là một tiểu hành tinh vành đai chính được phát hiện ngày 15 tháng 2 năm 1964 bởi Đài thiên văn Goethe Link ở Brooklyn.